# Ombrette africaine
Pour les articles homonymes, voir Scopus.
Scopus umbretta
Famille
Genre
Espèce
Statut de conservation UICN

 LC  : Préoccupation mineure
Répartition géographique
L'Ombrette africaine (Scopus umbretta), ou Ombrette du Sénégal, est une espèce d'oiseaux d'Afrique. C'est la seule espèce du genre Scopus et de la famille des Scopidae.

## Systématique
Anatomiquement, l'Ombrette se classe entre les hérons et les cigognes mais ses affinités sont obscures.
D'après la classification de référence (version 14.1, 2024) de l'Union internationale des ornithologues, l'Ombrette africaine possède 2 sous-espèces (ordre philogénique) :
- Scopus umbretta umbretta Gmelin, JF, 1789 : Afrique tropicale, Madagascar et sud-ouest de la péninsule Arabique ;
- Scopus umbretta minor Bates, 1931 : côtes de l'Afrique de l'ouest.

## Description
C'est un échassier de taille moyenne (50 à 56 cm). Son plumage est brun lustré, légèrement plus pâle sur le menton et la gorge. Cet oiseau possède des pattes et un cou assez courts pour un échassier. Sa tête est ornée d'une curieuse huppe pointant vers l'arrière en prolongement de la ligne du bec. Sa taille importante donne à la tête un profil d'enclume caractéristique. Le bec est noir, assez fort et courbé, profond mais étroit (vu de face, il paraît fin), avec des mandibules sur la moitié terminale. Les tibias sont nus sur leur moitié supérieure. Les tarses et les doigts sont noirs, les iris brun sombre.
En vol, la silhouette caractéristique de la tête, les ailes larges et les pattes ne dépassant pas la queue courte permettent une identification aisée. Les battements d'ailes sont énergiques, le vol élastique rappelant celui d'un rapace nocturne. L'Ombrette plane volontiers.
Le mâle est légèrement plus grand que la femelle, les immatures sont similaires aux adultes.

## Voix
L'Ombrette est silencieuse quand elle est seule mais bruyante lorsque plusieurs individus se rencontrent. Le cri le plus fréquent, émis aussi bien en vol que posé, est une sorte de "wek wek wek wek..." nasal, sonore, répété de nombreuses fois et souvent repris, tour à tour, par les différents oiseaux en présence.

## Répartition
L'Ombrette vit en Afrique sub-saharienne, dans les régions boisées et les zones humides,,,.
À Madagascar, elle est commune sur les hauts plateaux et sur la côte ouest, beaucoup moins commune sur la côte est et rare au sud (Betioky, Toliara).

## Habitat
L'Ombrette fréquente de nombreux types de zones humides du niveau de la mer jusqu'à 1 700 m d'altitude. Elle se nourrit dans les canaux d'irrigation des rizières, sur les bords des rivières claires, peu profondes au cours lent, dans les lacs, même forestiers, dans les mares et les trous d'eau temporaires.

## Comportement

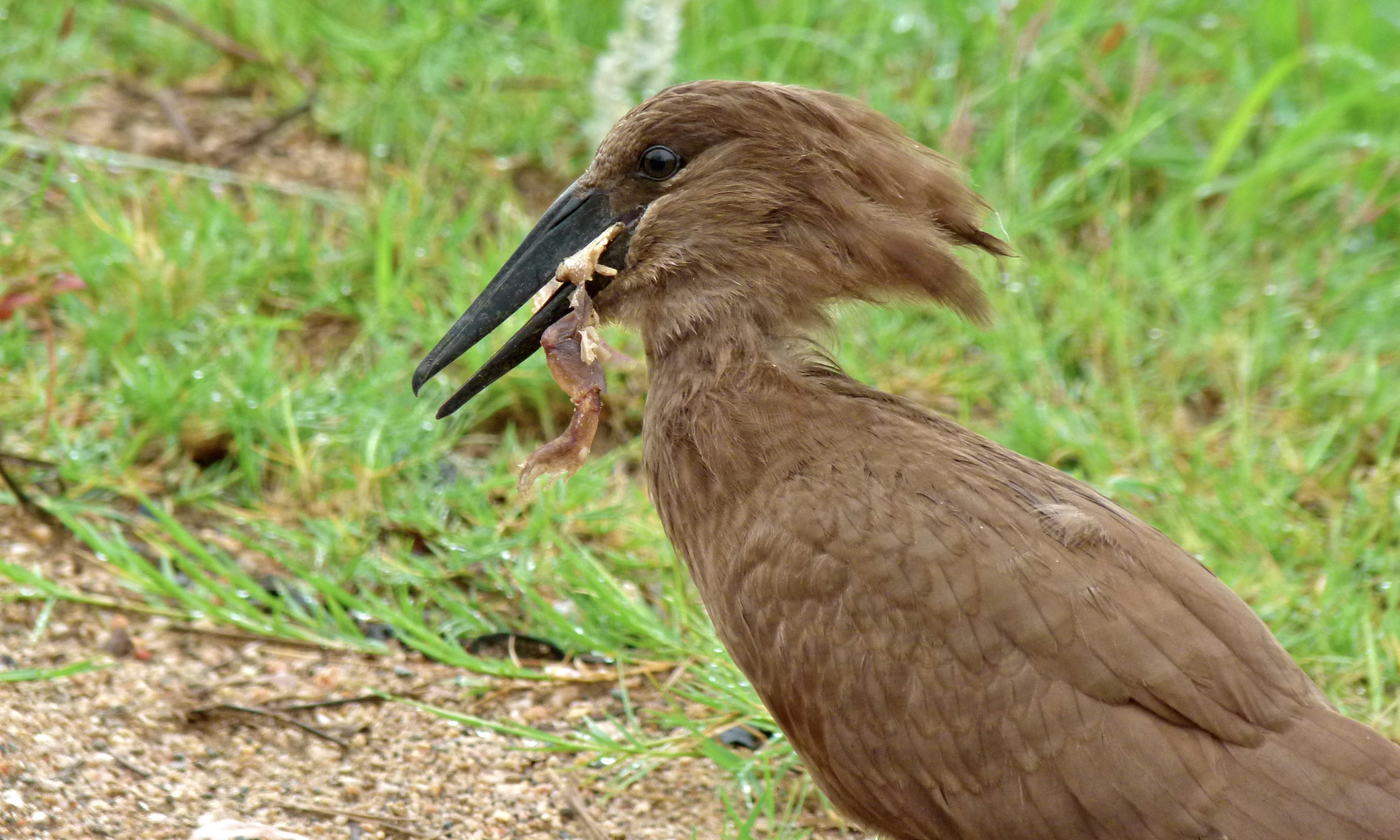
Ombrette africaine mangeant une grenouille (Parc national Kruger, Afrique du Sud)

L'Ombrette s'observe généralement seule ou en couple, plus rarement en petits groupes de trois ou quatre individus. Son activité est strictement diurne mais elle s'intensifie à l'approche de la tombée de la nuit. Cet oiseau passe les heures chaudes de la journée perché sur un arbre, au bord d'un lac ou d'une rivière. Il pêche à l'affût ou en marchant lentement dans l'eau peu profonde et capture ses proies en projetant son bec vers l'avant. Celles-ci sont souvent déposées sur la terre ferme avant d'être mangées. Cette espèce peut également fouiller la boue à la recherche d'invertébrés.

## Reproduction
Contrairement à tous les autres échassiers, l'Ombrette construit un très grand nid fermé constitué de branches et d'autres matériaux hétéroclites avec une petite entrée circulaire.

## Superstition
À Madagascar, l'Ombrette possède une "mauvaise réputation" qui dicte aux villageois le respect de sa vie et de son nid.

## Galerie

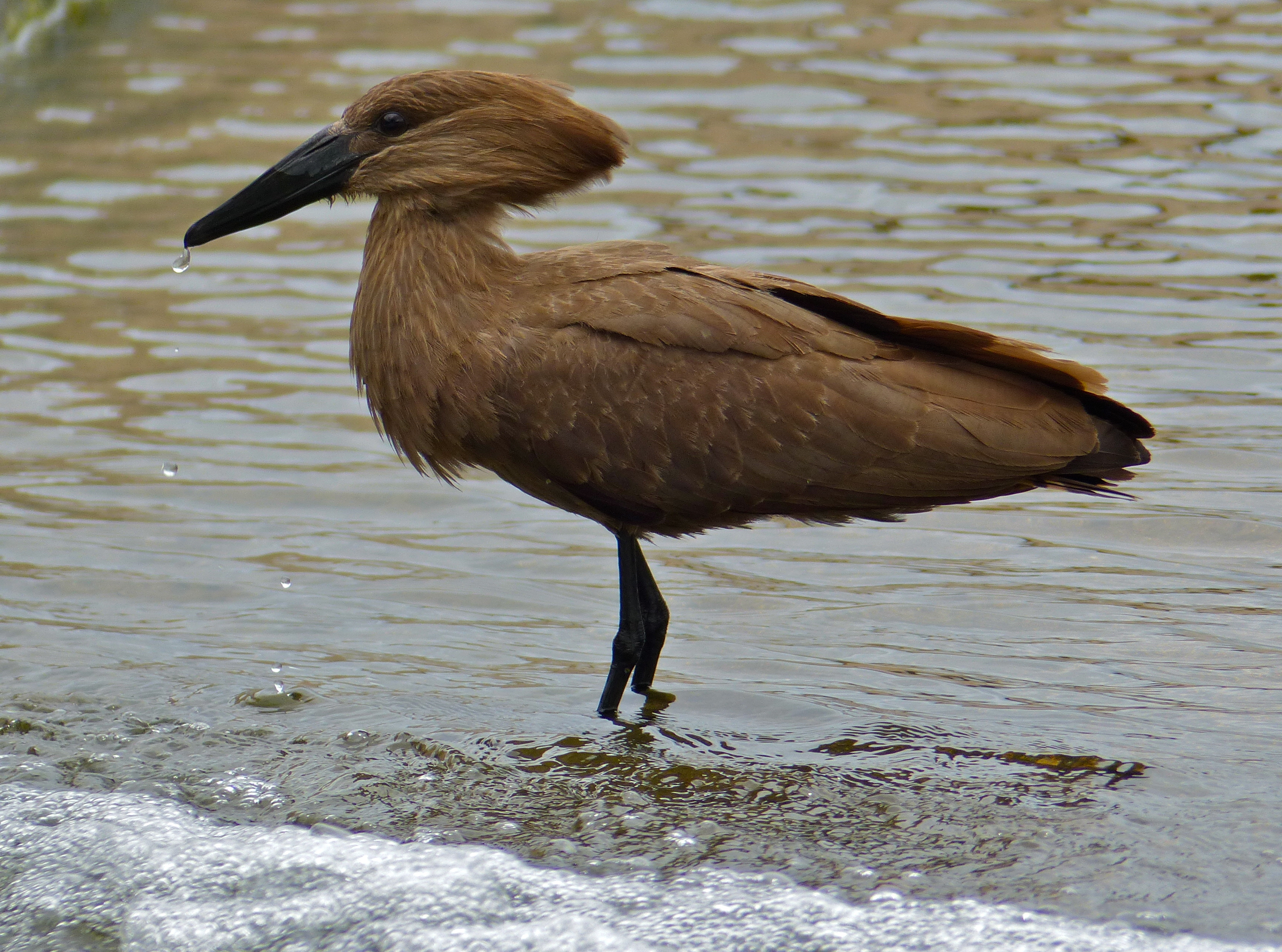
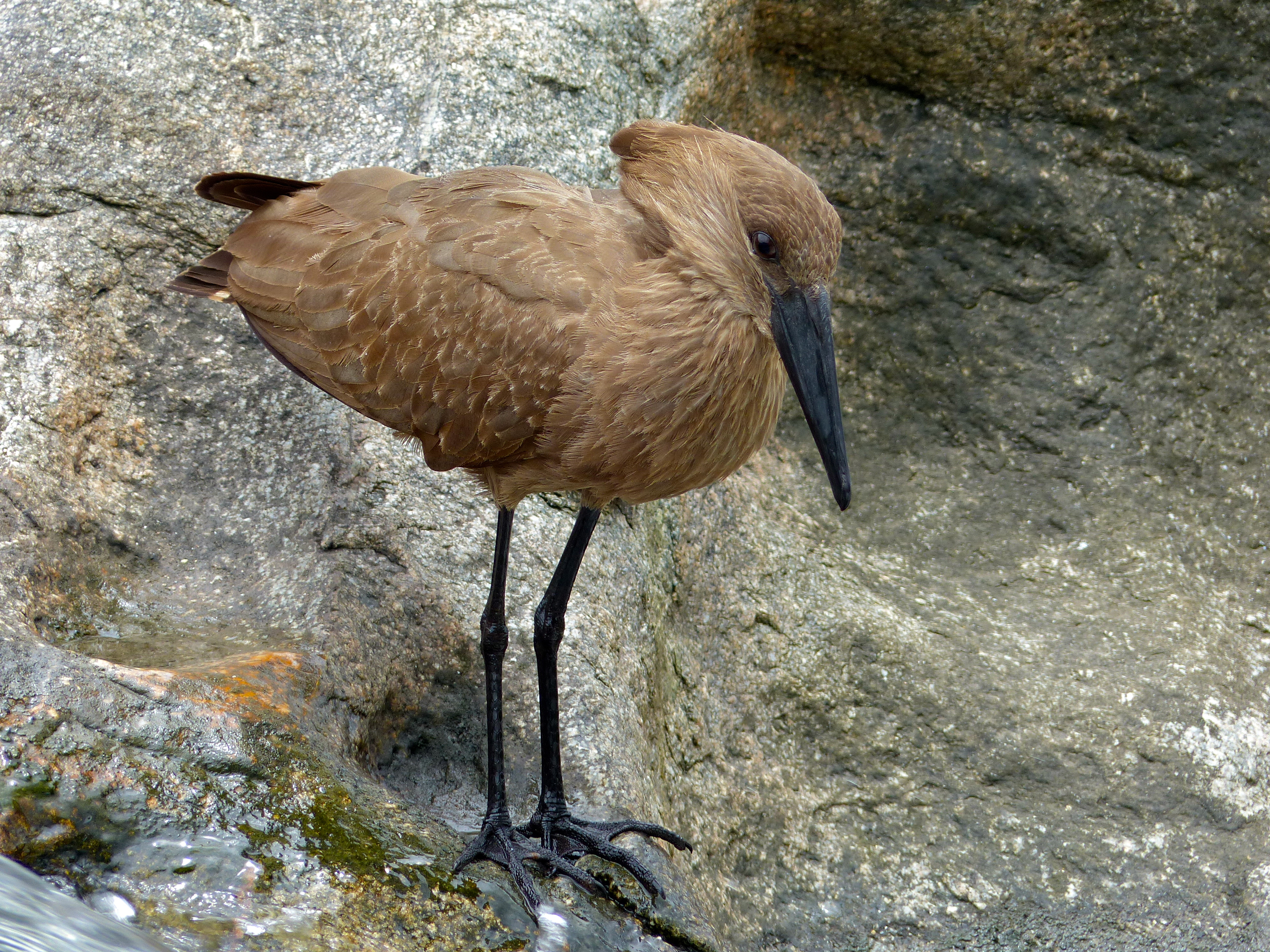
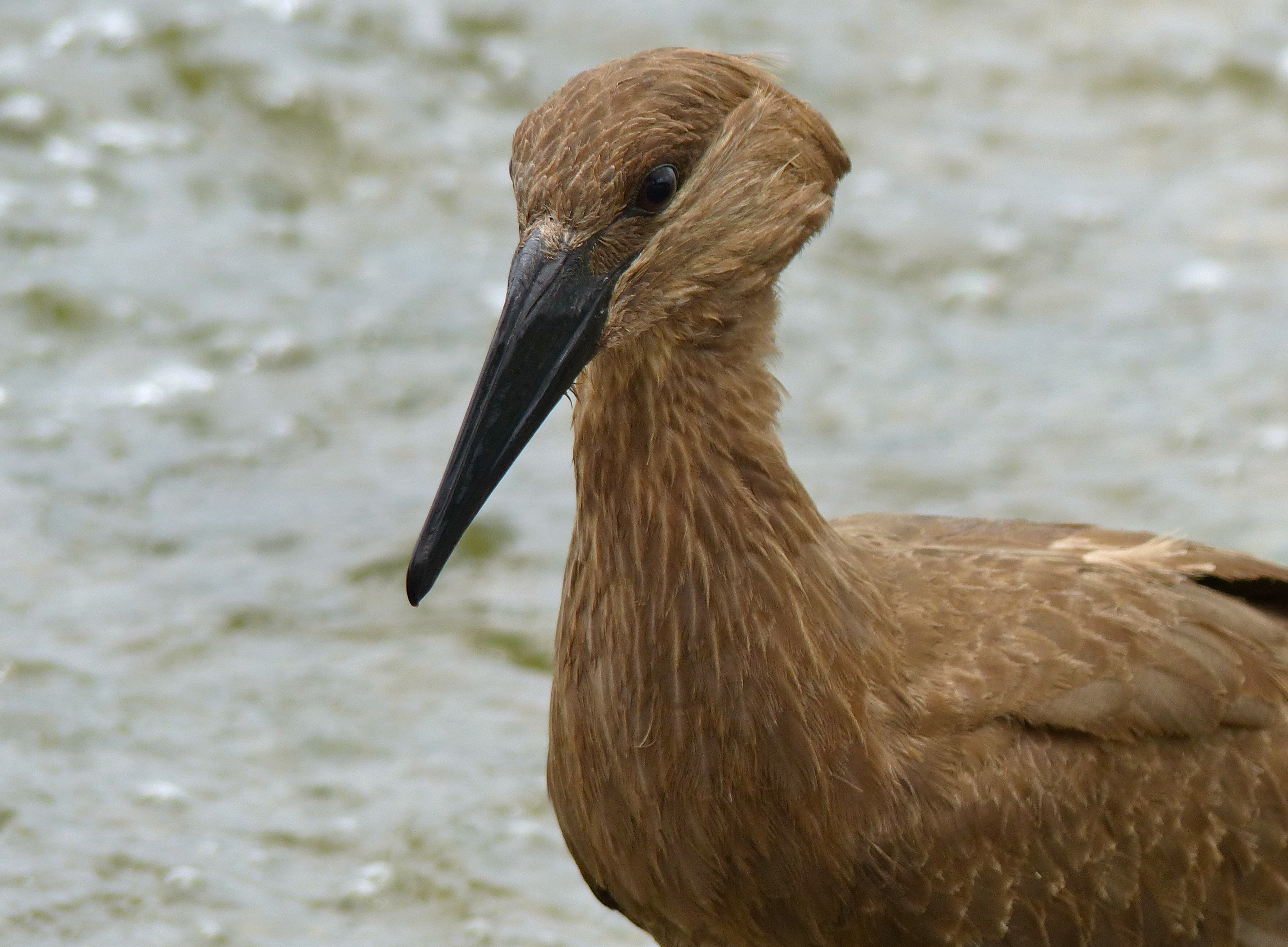
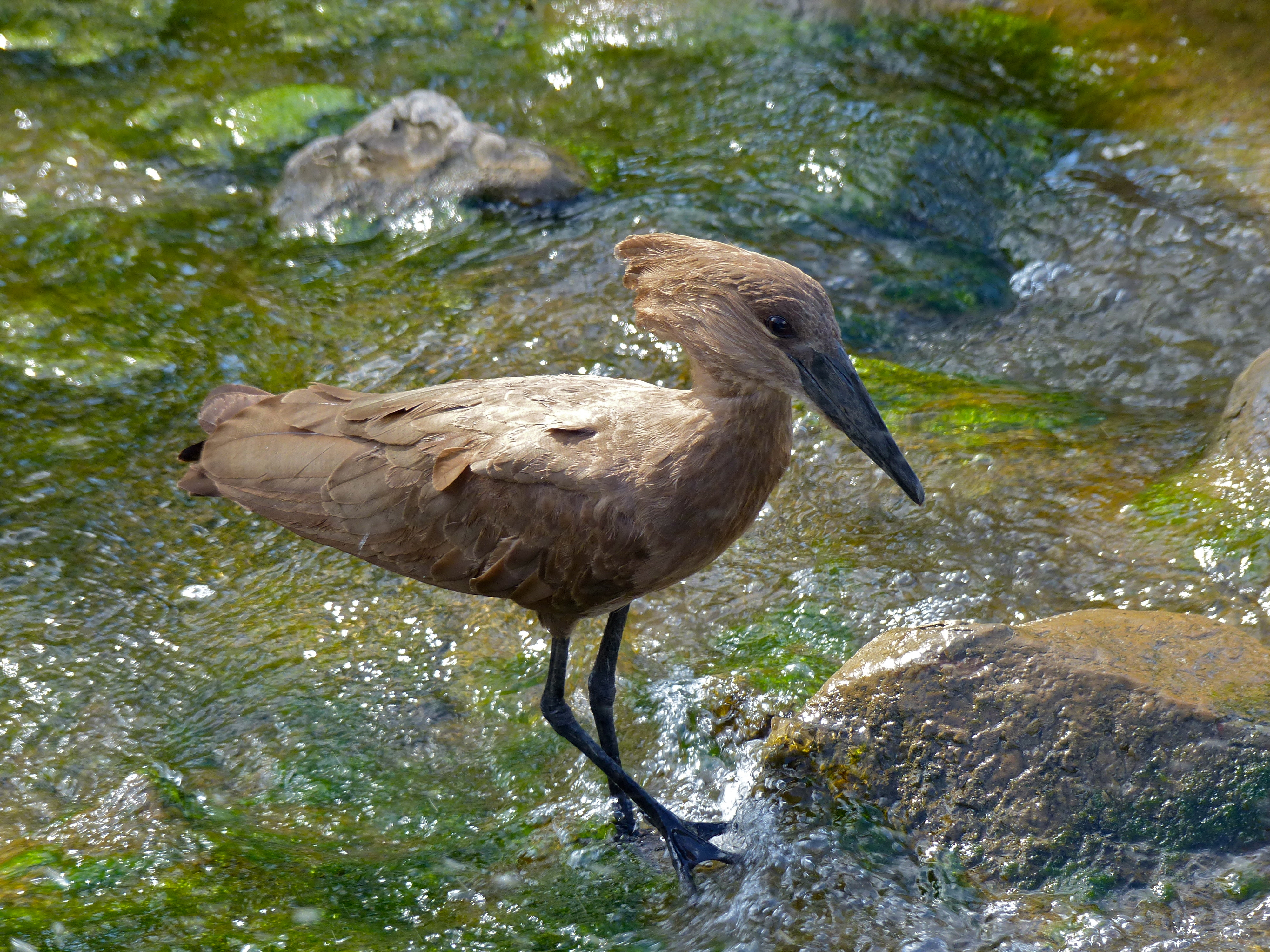
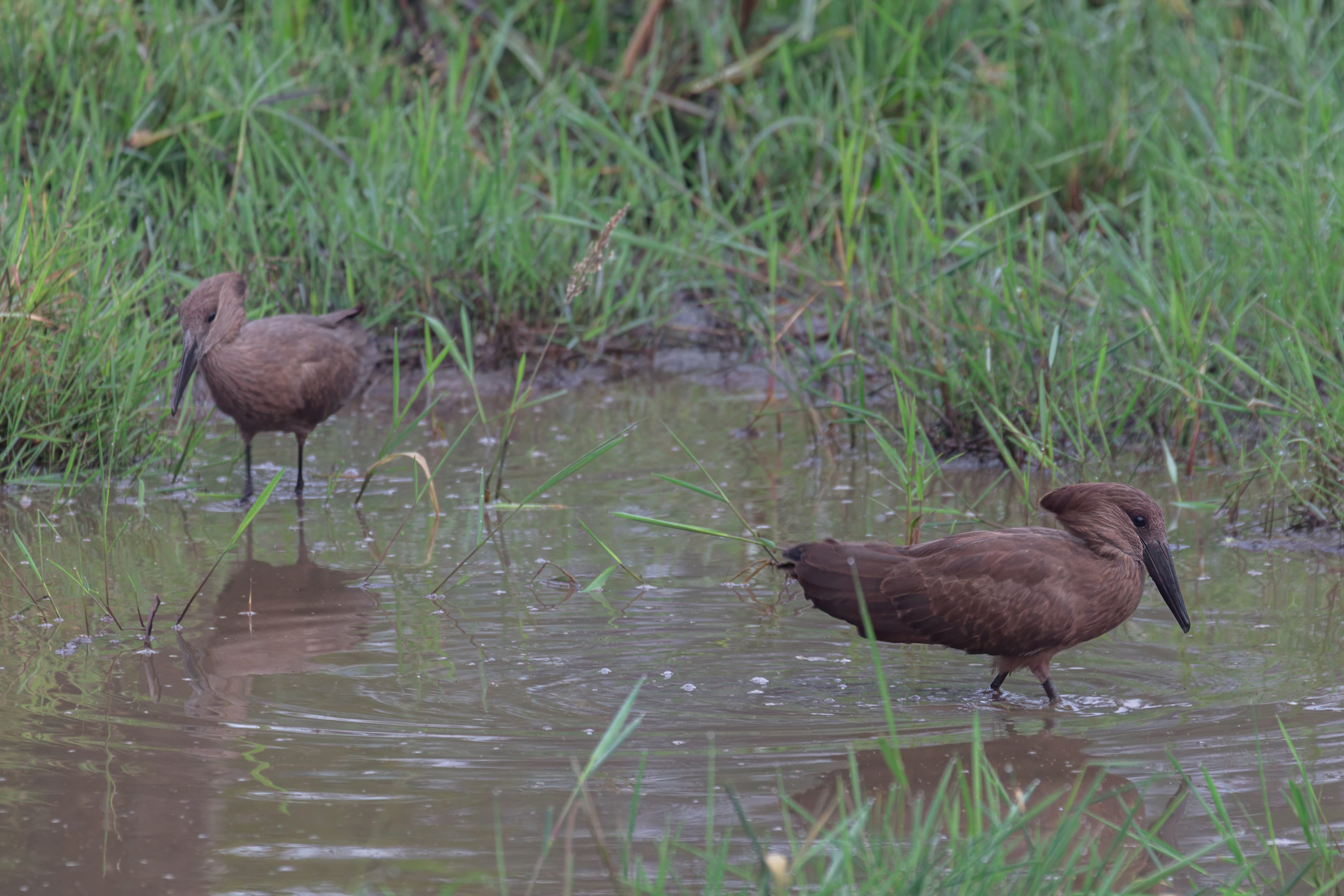
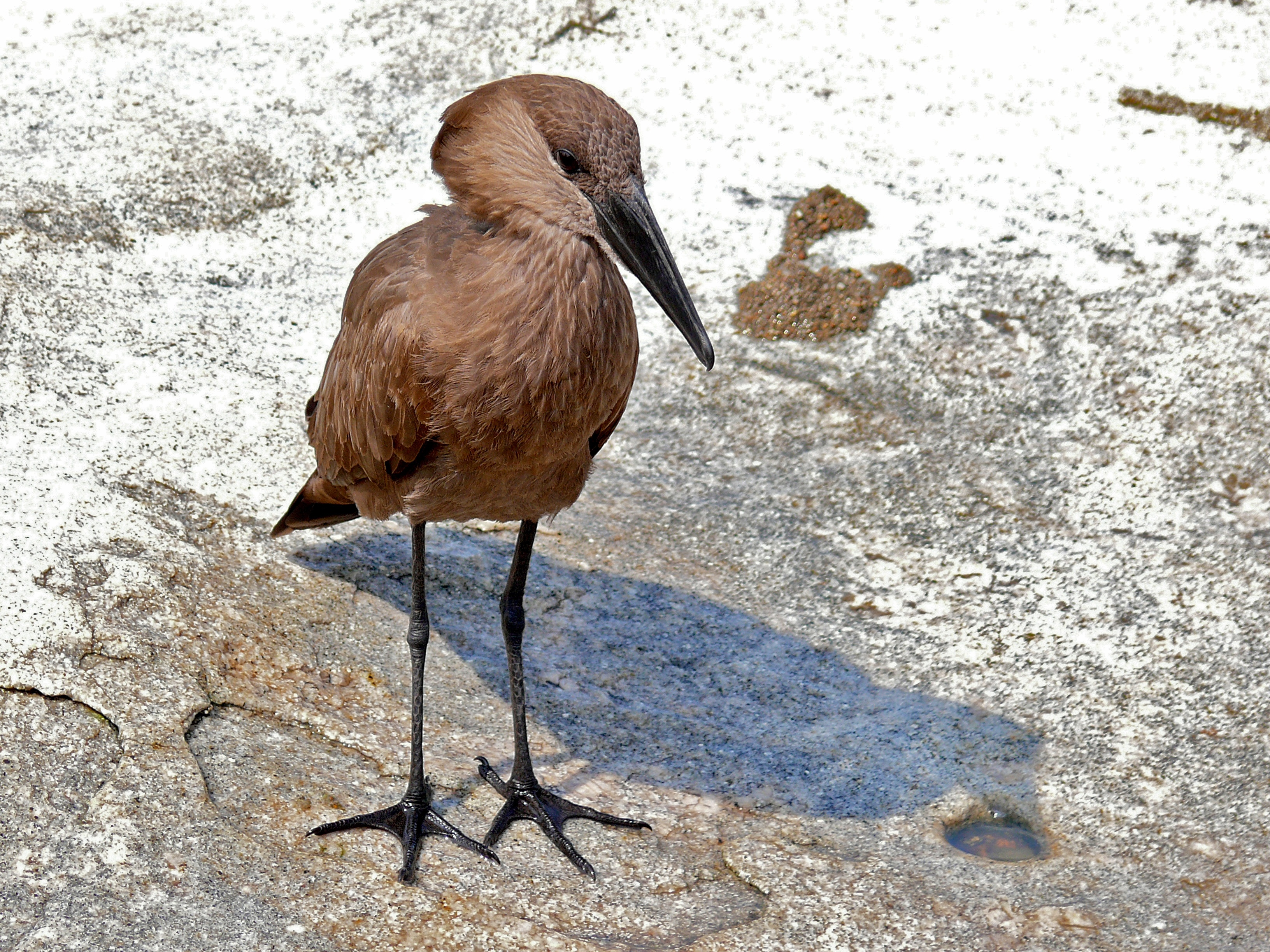